# سولامارژین
سولامارژین (به انگلیسی: Solamargine) یک ترکیب شیمیایی با شناسه پاب‌کم ۷۳۶۱۱ است.